# Teinobasis metallica
Teinobasis metallica är en trollsländeart som först beskrevs av W. Foerster 1898.  Teinobasis metallica ingår i släktet Teinobasis och familjen dammflicksländor. Inga underarter finns listade i Catalogue of Life.